# Zé Ricardo
José Ricardo Mannarino (Río de Janeiro, Brasil, 5 de junio de 1971), más conocido como Zé Ricardo, es un entrenador de fútbol brasileño. Actualmente está sin club.
Zé Ricardo también es docente y enseñó Educación Física en el CIEP Presidente Salvador Allende y fue profesor de fútbol sala en el Colégio Nossa Senhora de Lourdes, ambos ubicados en Vila Isabel, Zona Norte de Río de Janeiro.

## Trayectoria

### Inicios
Nacido en Río de Janeiro, Zé Ricardo representó a São Cristóvão y Olaria en su juventud, pero se retiró a temprana edad. Posteriormente apareció profesionalmente en el fútbol sala, pero se retiró a los 25 años.
En 1992, con sólo 21 años, Zé Ricardo fue nombrado director del club de fútbol sala Vila Isabel. Posteriormente dirigió al Vasco da Gama y al Botafogo en los años 90, y también dirigió equipos adultos en Italia.
Zé Ricardo llegó al Flamengo en 1998, todavía en el fútbol sala. En 2005 pasó al fútbol, encargándose inicialmente de las categorías inferiores. En 2008, dejó al Fla y fue nombrado entrenador del Audax Rio. Regresó al Mengão en 2012, coronándose campeón de múltiples torneos con la categoría sub-18 y sub-20.

### Flamengo
El 26 de mayo de 2016, Zé Ricardo fue nombrado entrenador interino del primer equipo, tras la renuncia de Muricy Ramalho por problemas de salud. Su primer partido profesional a cargo se produjo el 29 de mayo de 2016, una victoria a domicilio por 2-1 ante el Ponte Preta.
Fue nombrado entrenador permanente del primer equipo el 14 de julio de 2016. El 6 de agosto de 2017, tras una derrota por 2-0 ante Vitória en el estadio Luso Brasileiro y siete partidos sin ganar, renunció a su cargo.

### Vasco da Gama
El 22 de agosto de 2017, apenas dos semanas después de dejar al Flamengo, Zé Ricardo se hizo cargo del Vasco da Gama. Llevó al club a una séptima posición en la temporada, clasificándose así a la Copa Libertadores 2018. El 2 de junio de 2018, renunció al mando del club tras la derrota ante el Botafogo.

### Botafogo
El 4 de agosto de 2018, Zé Ricardo fue nombrado entrenador del Botafogo, en lugar del despedido Marcos Paquetá. El 12 de abril de 2019, tras ser eliminado de la Copa de Brasil por el Juventude de la Serie C, fue relevado de sus funciones.

### Fortaleza
El 12 de agosto de 2019, Zé Ricardo sustituyó a Rogério Ceni al frente del Fortaleza, todavía en primera división. El 27 de septiembre de 2019, con apenas un mes en el cargo, fue despedido del club y Ceni volvió a su cargo de técnico.

### Internacional
El 21 de octubre de 2019, Zé Ricardo fue anunciado como entrenador del Internacional hasta fin de año.

### Qatar SC
Tras dejar el Internacional, Zé Ricardo pasó un año estudiando en Italia y fue nombrado entrenador del Qatar SC el 14 de junio de 2021. El 29 de septiembre, después de sólo cinco partidos, fue despedido.

### Regreso al Vasco Da Gama
El 4 de diciembre de 2021, Zé Ricardo regresó al Vasco da Gama tras ser nombrado entrenador para la temporada 2022. El 5 de junio de 2022, presentó su renuncia luego de recibir una propuesta de Shimizu S-Pulse, decisión que tomó por sorpresa a la directiva de club brasileño.

### Shimizu S-Pulse
Tras la destitución de Hiroaki Hiraoka a mitad de la temporada 2022 de la J1 League, Zé Ricardo fue nombrado entrenador del Shimizu S-Pulse. Sin embargo, no pudo ayudarlos a sobrevivir en la máxima categoría y fueron relegados a la J2 League. El 3 de abril de 2023 fue despedido, tras dejar al equipo en la zona de descenso, sumando sólo 5 puntos en 7 partidos disputados en la competición.

### Cruzeiro
El 5 de septiembre de 2023, Zé Ricardo regresó a su país de origen, tras ser anunciado en el Cruzeiro en la máxima categoría.Fue despedido el 12 de noviembre, con el club en zona de descenso.

### Goiás
El 25 de diciembre de 2023, fue anunciado como técnico del Goiás de cara a la temporada 2024.El 25 de marzo de 2024, la directiva del club comunicó su despido después de las eliminaciones en la Copa Verde y en el Campeonato Goiano, ambos en cuartos de final.

### Criciúma
El 18 de diciembre de 2024, asumió al frente del Criciúma. En mayo de 2025, fue relevado de sus funciones después de una serie de malos resultados en la Serie B.

## Clubes
| Club            | País   | Años      |
| --------------- | ------ | --------- |
| Audax Rio       | Brasil | 2009-2011 |
| Flamengo        | Brasil | 2016-2017 |
| Vasco da Gama   | Brasil | 2017-2018 |
| Botafogo        | Brasil | 2018-2019 |
| Fortaleza       | Brasil | 2019      |
| Internacional   | Brasil | 2019      |
| Qatar SC        | Catar  | 2021      |
| Vasco da Gama   | Brasil | 2021-2022 |
| Shimizu S-Pulse | Japón  | 2022-2023 |
| Cruzeiro        | Brasil | 2023      |
| Goiás           | Brasil | 2024      |
| Criciúma        | Brasil | 2024-2025 |

## Palmarés

### Como entrenador

#### Campeonatos regionales
| Título             | Club     | País   | Año  |
| ------------------ | -------- | ------ | ---- |
| Campeonato Carioca | Flamengo | Brasil | 2017 |